# Połkotycze
Połkotycze (biał. Палкоцічы, Pałkociczy; ros. Полкотичи, Połkoticzi) – wieś na Białorusi, w obwodzie brzeskim, w rejonie janowskim, w sielsowiecie Mołodów.

## Historia
Należały do księstwa pińskiego. W 1507 nadane Danilewiczom. W Rzeczypospolitej Obojga Narodów leżały w województwie brzeskolitewskim, w powiecie pińskim. Utracone w wyniku II rozbioru Polski.
W XIX i w początkach XX w. wieś i folwark położone w Rosji, w guberni mińskiej, w powiecie pińskim, w gminie Żabczyce. Folwark był wówczas własnością Skirmuntów.
W dwudziestoleciu międzywojennym leżały w Polsce, w województwie poleskim, w powiecie pińskim, w gminie Porzecze. W 1921 wieś liczyła 294 mieszkańców, zamieszkałych w 50 budynkach, w tym 205 Białorusinów i 89 Polaków. 288 mieszkańców było wyznania prawosławnego i 6 mojżeszowego. Folwark liczył 23 mieszkańców, zamieszkałych w 4 budynkach, w tym 21 Białorusinów i 2 Żydów. 21 mieszkańców było wyznania prawosławnego i 2 mojżeszowego..
Po II wojnie światowej w granicach Białoruskiej Socjalistycznej Republiki Radzieckiej. Od 1991 w niepodległej Białorusi.